# Iepure al Capului
Iepurele Capului (Lepus capensis), numit și iepure african, este o specie de mamifer din familia iepurilor, Leporidae. Blana sa dorsală are fire de păr cu porțiuni negre și este de culoare gri-argintie, în timp ce blana burții sale are firele de păr lungi și este de culoare albă-pură. Se găsește în zone din Africa, Asia și Europa (doar în Cipru și pe Insula Sardinia, Italia), dar pentru că taxonomia sa este incertă, și arealul său este oarecum neclar. Este erbivor, dieta sa incluzând graminee. Uniunea Internațională pentru Conservarea Naturii a clasificat această specie ca fiind neamenințată cu dispariția.

## Taxonomie
Per total, taxonomia iepurelui Capului (Lepus capensis) este neclară, unele subspecii descrise ale acestuia putând reprezenta specii distincte. Taxonomia sa din Qatar este și ea incertă. Specia a fost descrisă de Carl Linnaeus în anul 1758, iar specimenul după care a fost făcută descrierea se afla în Capul Bunei Speranțe, Africa de Sud. Speciile Lepus corsicanus, Lepus europaeus (iepure de câmp), Lepus granatensis, Lepus habessinicus, Lepus tibetanus și Lepus tolai (iepure tolai) au fost anterior considerate subspecii ale iepurelui Capului. Din cauza faptului că L. tibetanus și L. tolai au fost considerate subspecii ale L. capensis, unele surse consideră că arealul iepurelui Capului cuprinde și China, Mongolia și Rusia. Includerea speciei L. europaeus în L. capensis a fost disputată; un studiu din 2005 a sugerat că ar fi aceleași specii, dar un studiu al ADN-ului mitocondrial al aceleași animale din 2006 a ajuns la concluzia că au ajuns suficient de diferite pentru a fi considerate specii separate. Un studiu din 2008 a afirmat că în cazul genului Lepus, luând în considerare evoluția sa rapidă, desemnarea speciilor nu se poate baza numai pe ADN-ul mitocondrial. Alt studiu din 2008 a sugerat că este nevoie de mai multă cercetare înainte de a se ajunge la o concluzie. Prin urmare, iepurele de câmp rămâne clasificat ca specie separată până ce date ulterioare contrazic această presupunere. Este neclar și dacă iepurele Capului face parte din subgenul Proeulagus sau Eulagos. Taxonomia anumitor populații din Sardinia și nordul Africii este la rândul ei incertă, aceste populații fiind momentan incluse în L. capensis. Câteva subspecii descrise ale iepurelui cu gât negru (Lepus nigricollis) s-ar putea să reprezinte de fapt specii separate sau subspecii ale iepurelui Capului. Numărul de cromozomi al iepurelui Capului s-ar putea să fie 2n = 48. Lepus barcaeus (Ghigi, 1920) este un sinonim al L. capensis.

Harrison și Bates (1991) au considerat că în Arabia există 8 subspecii ale iepurelui Capului:
- Lepus capensis arabicus (în vestul țării Irak, în Kuweit, Arabia Saudită și Yemen)[1]
- L. c. atallahi (în Bahrain și posibil Qatar)[1]
- L. c. cheesmani (în Arabia Saudită, Qatar, Emiratele Arabe Unite, Yemen și Oman)[1]
- L. c. connori (la partea de est a Râului Eufrat din Irak)[1]
- L. c. jefferyi (în Insula Maṣīrah⁠(en)[traduceți] și Oman)[1]
- L. c. omanensis (în Emiratele Arabe Unite și Oman)[1]
- L. c. sinaiticus (în sudul țării Israel și în Sinai)[1]
- L. c. syriacus (în Siria, Libia și nordul țării Israel)[1]

L. c. connori este acum considerată subspecie a iepurelui de câmp pe baza trăsăturilor blănii, iar L. c. jefferyi s-ar putea să fie o specie separată.
Potrivit lui Hoffmann și Smith (2005) și Schai-Braun și Hackländer (2018), există 12 subspecii ale iepurelui Capului la nivel global:
- Iepure egiptean[3] (L. c. aegyptius) – în estul Africii[1]
- L. c. aquilo (în sudul Africii)[1]
- L. c. arabicus (în Arabia și Orientul Apropiat)[1]
- L. c. atlanticus (în nord-vestul Africii)[1]
- L. c. capensis (în sudul Africii)[1]
- L. c. carpi (în sudul Africii)[1]
- L. c. granti (în sudul Africii)[1]
- L. c. hawkeri (în estul Africii)[1]
- L. c. isabellinus (în estul Africii)[1]
- L. c. schulmbergeri (în nord-vestul Africii)[1]
- L. c. sinaiticus (în estul Africii)[1]
- L. c. whitakeri (în nord-vestul Africii)[1]

Hoffmann și Smith au luat în considerare doar arealul din sudul Africii, considerând că populațiile din estul Africii, Arabia și Orientul Apropiat și nord-vestul Africii s-ar putea să formeze fiecare trei câte o specie diferită.

## Descriere

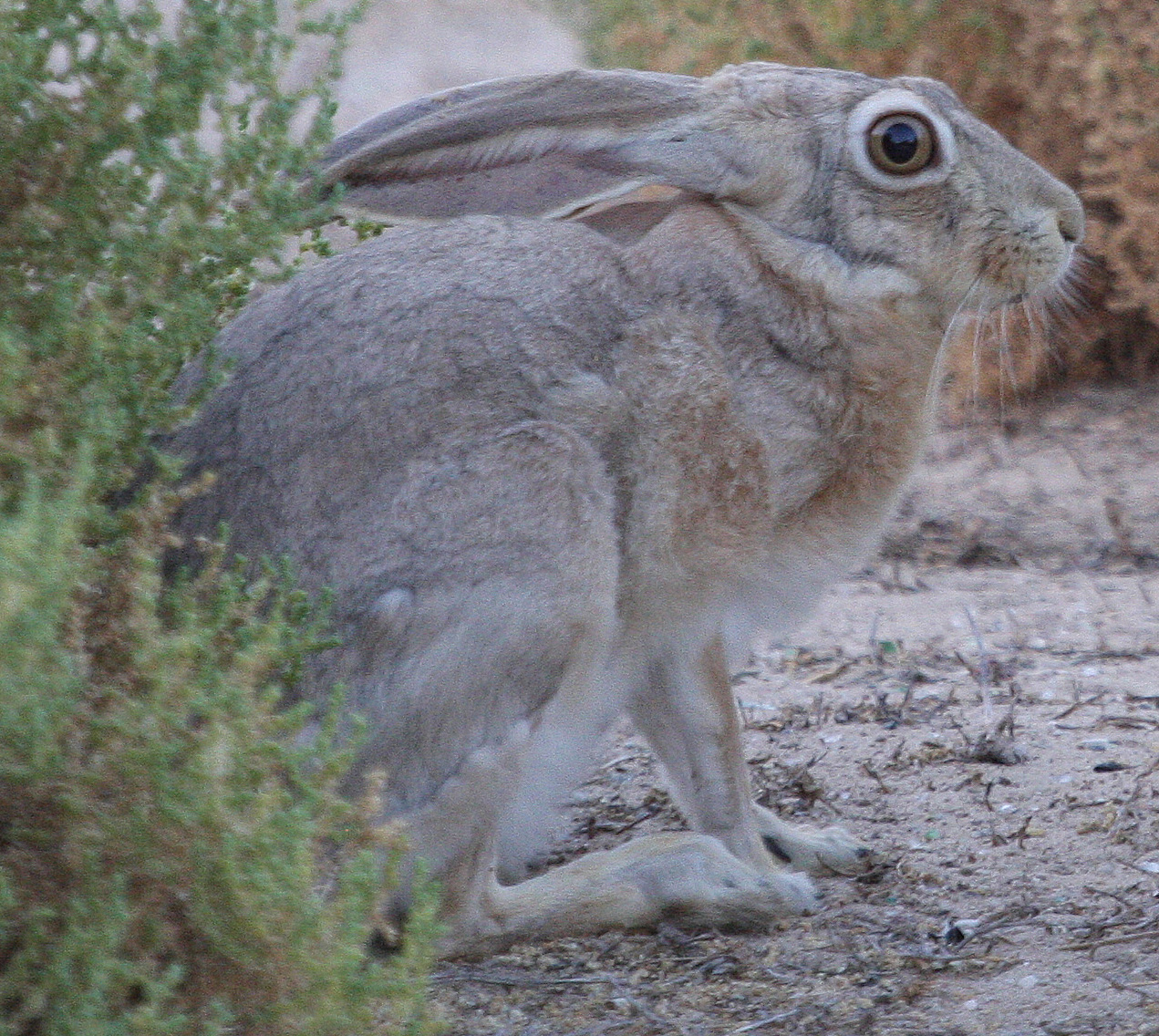
Iepure al Capului din subspecia Lepus capensis arabicus fotografiat în Abu Dhabi, Emiratele Arabe Unite

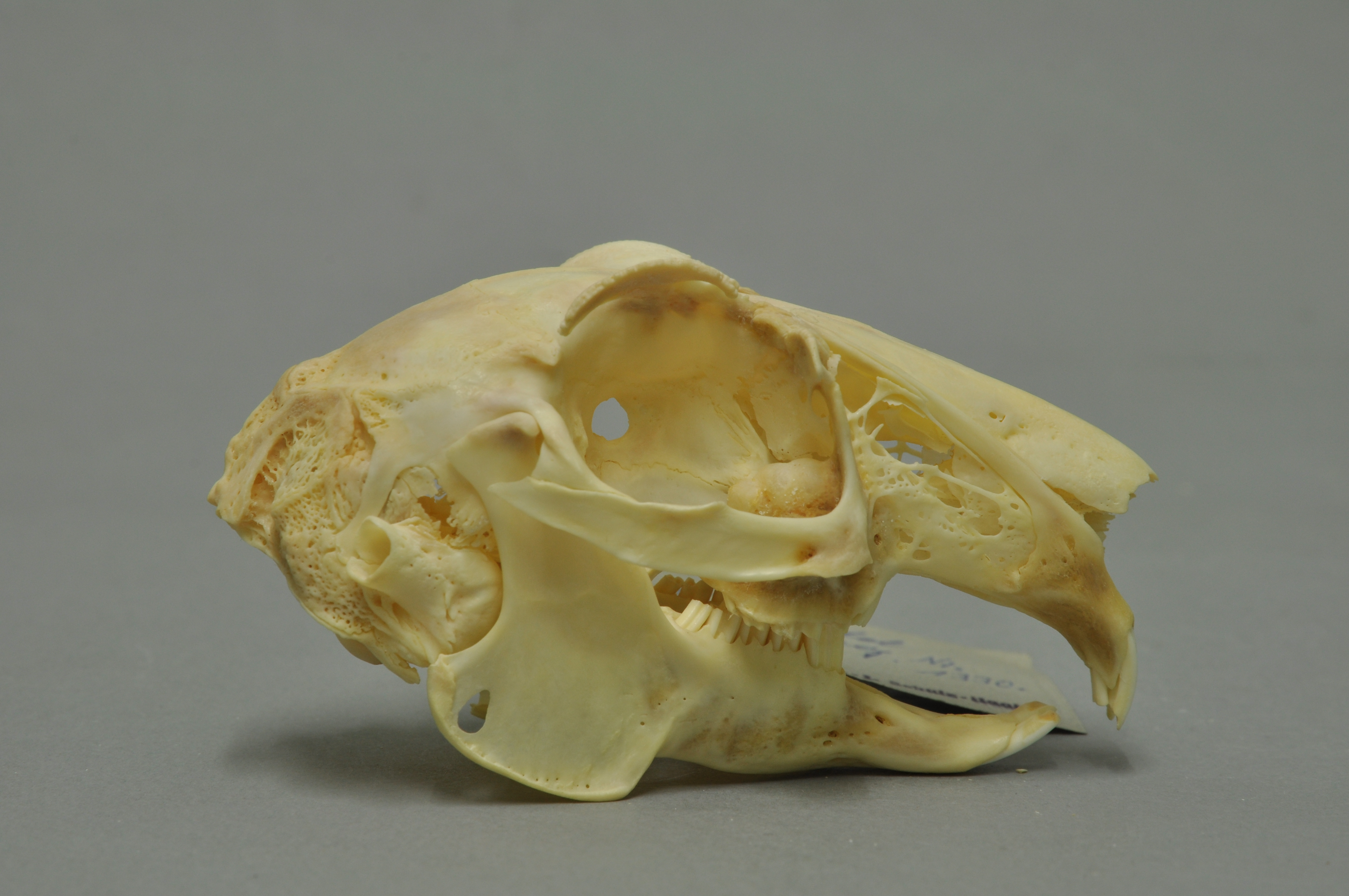
Craniul unui iepure al Capului la Museum Wiesbaden

### Morfologie
Iepurele Capului este un iepure propriu-zis de mărime medie. Lungimea corpului, craniului, cozii, urechii și labei piciorului din spate și greutatea au fost identificate pe baza unor specimene din Provinsie Kaap die Goeie Hoop⁠(en)[traduceți], Africa de Sud. Măsoară 44,5–55 cm în lungime și cântărește 1,7–2,45 kg (luând în considerare Africa de Sud), femelele în medie cântărind 2,1 kg, iar masculii 1,8 kg (luând în considerare Kenya), dar altă sursă specifică greutatea unui iepure al Capului ca fiind 1–3,5 kg (fără a specifica o zonă anume). Pe baza măsurătorilor specimenelor din Africa de Sud, craniul are lungimea de 8,49–8,94 cm, iar capul are cam aceeași culoare ca spatele corpului, cu bărbia și o parte a gâtului albe și buzele de sus de o nuanță palidă de roșcat. Culoarea obrajilor este maro-cenușie. Privit din laterală, capul are o forma clar angulară. Are un inel alb în jurul ochiului, de obicei având și semne de o nuanță roșcată dedesubtul și deasupra acestui inel. Luând în considerare datele din Africa de Sud, urechile sale au 11–14 cm în lungime și au fire de păr de o nuanță de maro-galben, marginea interioară a urechii fiind cu fire de păr lungi și albe, pe când cea exterioară cu fire de păr tot albe, dar extrem de scurte, iar pe vârful rotunjit al urechii fiind prezente fire de păr negre și scurte mai ales pe partea exterioară a acestuia. Blana sa este fină, iar blana dorsală are fire de păr cu porțiuni negre și este gri-argintie. Firele de păr de pe partea dorsală au baze albe, cu benzi sub-terminale largi și negre, cu benzi terminale de nuanță albicioasă și vârfuri albe sau negre. Blana de pe partea ventrală are firele de păr lungi și este albă-pură. Culoarea blănii este mai palidă la iepurii din habitate aride și semiaride comparativ cu cea a iepurilor din habitate mai umede. Culoarea coastelor seamănă cu cea de pe spate și se transformă într-o nuanță palidă de maro-galben în partea de jos a lor. Porțiunea nucală poate fi de culoare roz-maronie. Părul lânos este alb sau alb-cenușiu. Nu are blana la fel de pufoasă ca cea a iepurilor din specia Bunolagus monticularus și a unor specii de iepuri roșii. Are o coadă de 10–14,5 cm (în Africa de Sud) care este neagră în partea de sus și albă în părțile laterale și în partea de jos. Pe tălpi se află fire de păr ce au o nuanță de un fel de maroniu-gălbeniu. Partea de sus a membrelor din față este de un tip de roșcat-palid, pe când partea de jos este albă, iar membrele din spate sunt de un tip de roșcat-palid. Pe baza informațiilor despre specimenele din Africa de Sud, labele picioarelor din spate măsoară fiecare 11–13,8 cm în lungime. Cu cât este mai arid habitatul, cu atât mai lungi sunt urechile și labele picioarelor din spate ale acestor iepuri; acest lucru a fost observat pe baza măsurătorilor a 5 specimene de L. c. hawkeri din vestul Sudanului (laba piciorului din spate de 9,9–10,4 cm și urechea de 9,3–10,6 cm), a 5 specimene de L. c. isabellinus din estul Sudanului (laba piciorului din spate de 8–10,2 cm și urechea de 11–11,8 cm), 3 specimene de L. c. schlumbergeri din Algeria (laba piciorului din spate de 9,9–11 cm și urechea de 10–11,2 cm) și 7 specimene de L. c. whitakeri din Algeria și Niger (laba piciorului din spate de 9,5–11,4 cm și urechea de 11,7–13,5 cm). Incisivii principali au fiecare câte un șanț mic care este umplut cu cement.

### Comparație cu alte specii
Iepurele Capului este asemănător cu Lepus saxatilis, a cărei bană dorsală este de o nuanță închisă maronie-gălbuie cu porțiuni nuanțate și care are porțiunea nucală mare și de un roșcat palid. L. saxatilis are de asemenea o bandă îngustă și neagră la vârful urechii, iar la tălpile labelor picioarelor este prezentă o nuanță de roșcat-închis. Se găsește doar în sudul Africii și locuiește în zone deschie și zone arbustive. Iepurele Capului este similar și cu Lepus victoriae, a cărei bană dorsală este maro cu porțiuni negre și care are porțiunea nucală de culoare portocalie-maronie până la portocalie. L. victoriae are de asemenea forma capului fin convexă (când capul este privit din laterală) și locuiește pe pajiști, în zone cu arbuști și zone cu tufișuri.

## Răspândire și habitat

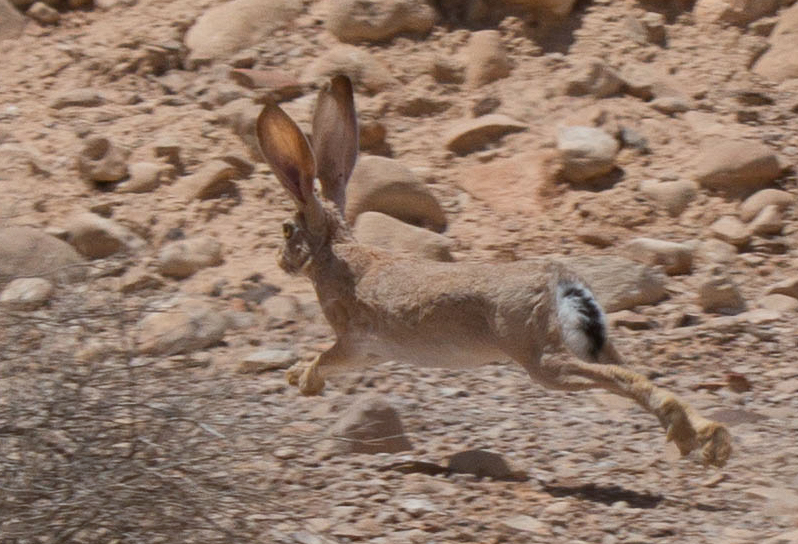
Iepure al Capului din subspecia Lepus capensis sinaiticus alergând în en, Israel

### Areal
Iepurele Capului se găsește în Africa de Sud, Algeria, Arabia Saudită, Bahrain, Botswana, Burkina Faso, Ciad, Cipru, Egipt, Emiratele Arabe Unite, Eritrea, Eswatini, Etiopia, Iordania, Irak, Iran, Israel, Italia (pe Insula Sardinia), Kenya, Kuwait, Liban, Lesotho, Libia, Mali, Maroc, Mauritania, Mozambic, Namibia, Niger, Oman, Statul Palestina, Qatar, Sahara Occidentală, Senegal, Siria, Sudan, Tanzania, Tunisia, Uganda, Yemen și Zimbabwe. Se găsește de la 0 m, pornind de la nivelul mării, până la 1.800 m.

### Habitat
Printre tipurile de habitate în care locuiește iepurele Capului se numără zone deschise (preferându-le în schimbul celor închise), pajiști, savane care conțin plante din genurile Acacia și Brachystegia, semideșerturi, Savana Sudaneză⁠(en)[traduceți] și zona Sahel. Evită zonele cu tufișuri și nu se găsește în păduri tropicale umede și începe să ocupe zonele care au luat foc după ce au început să crească plante în ele. Se găsește în medii variate și este foarte adaptabil. În Peninsula Arabică preferă pășunile pășunate excesiv de șeptel. Pentru a se adăposti de soare, iepurii Capului aflați în Deșertul Namib pot crea vizuini scurte.

### Populație
În Africa de Sud, au fost înregistrate densități ale populației de iepuri ai Capului de 4,7–24,8 de iepuri/km², iar în Parcul Național Serengeti de 4,2–9,2 iepuri/km². Această specie este probabil cea mai frecventă specie de lagomorfe în Africa. S-a estimat că în partea din sudul Africii a arealului său, populația sa depășește 10.000 de indivizi. Numărul de iepuri ai Capului este cu mult mai mic în zonele unde se găsesc mai multe animale mai mari.

## Mod de viață și ecologie

### Comportament și dietă
Deși iepurele Capului este nocturn, se poate întâmpla să caute hrană în timpul zilei dacă vremea este mohorâtă. La fel ca alți iepuri din genul Lepus, acești iepuri dorm în adâncituri din sol puțin adânci. Specia este erbivoră, și potrivit unei analize a fecalelor ale unor specimene moarte din Magadi⁠(en)[traduceți], Valea Marelui Rift⁠(en)[traduceți], Kenya, s-au descoperit în acestea în cea mai mare parte specii de plante din genuri precum Aristida, Chloris (mai ales C. dactylon), Enneapogon și Eragrostis, iar în procente: 35 % fibre de tulpină, 34 % epidermă, 20 % dicotiledonate și 2 % rogoz. Iepurii Capului ajută la dispersarea semințelor. Agnew și Flux (1970) au enumerat 17 specii de plante ale căror semințe au fost găsite în blana acestor iepuri; printre cele mai frecvente se numără Tragus berteronianus (a cărei semințe au reprezentat 76 % din semințele găsite), Achyranthes aspera, Pupalia lappacea, Boerhavia repens, Harpachne schimperi și Themeda triandra. Dintre iepurii care au fost studiați, numai circa o jumătate au avut semințe în blană și foarte rar s-a întâmplat ca unul dintre aceștia să poarte peste 20 de semințe. Dieta speciei ar trebui să varieze în funcție de habitat.
În Kenya, dintre 800 de iepuri studiați, au fost înregistrate doar 4 grupuri de câte 3 iepuri, ceea ce duce la concluzia că iepurele Capului este în general solitar, rareori trăind în grupuri.

### Reproducere
Reproducerea iepurelui Capului diferă în funcție de locație, altitudine și zonă. În Botswana, unde au fost găsite femele gestante în lunile februarie, iunie și noiembrie, există semne că acești iepuri s-ar reproduce și în anii cu secetă, iar femele sunt pregnante de-a lungul întregului an în Kenya, locul unde rata de pregnanță este de 80–100 % pentru majoritatea lunilor (excepție fac aprilie și perioada iunie-iulie). Pe baza datelor din Kenya, un rând de pui constă în medie în 1,5 pui, dar acest număr se schimbă în funcție de sezon (constă în 1,9 pui în ianuarie și în 1 în septembrie; lucru probabil cauzat de schimbările asupra precipitaților și căutării hranei) și scade odată cu creșterea altitudinii (la 1.800 m constă în 1,24 pui și la 600 m în 1,75). De asemenea, numărul mediu de rânduri de pui pe an este 6–8, iar numărul mediu de pui născuți de o femelă pe an este 11,6. La naștere, un pui cântărește cam 100 g (80–130 g). Tot în Kenya, femelele sunt pregnante pe durata întregului an, iar masculii sunt fecunzi pe durata întregului an. Pe baza datelor din Botswana, un rând de pui constă în 1–3 pui (s-au înregistrat 4 rânduri de 1 pui, 6 rânduri de 2 și 3 rânduri de 3).

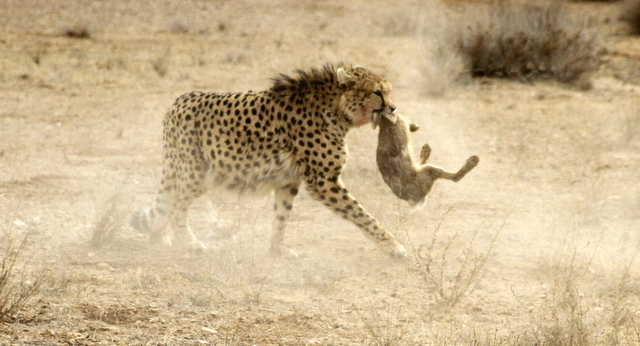
Un iepure al Capului vânat de un ghepard din subspecia Acinonyx jubatus venaticus în Rezervația Naturală Miandasht, Iran

### Creștere
În Kenya au fost capturați doi iepuri ai Capului, unul pe data de 3 iulie 1968 și celălalt pe data de 5 iulie 1968. Au fost crescuți ca animale de casă. Sexul lor nu a fost înregistrat, dar la momentul găsirii a fost estimată vârsta acestora, luându-se în considerare greutatea: unul avea circa 1 zi, celălalt circa 1 lună. La început au fost hrăniți doar cu lapte de vacă îndulcit, după care au început să fie hrăniți și cu verdețuri, ovăz și mazăre. Ambii iepuri creșteau fiecare cu vreo 10 grame pe zi, în perioada în care creșteau cu viteza cea mai mare. Au ajunsă să aibă mărimea unui adult la vârsta de 4–5 luni, în luna noiembrie.

### Prădători
Acești iepuri sunt vânați de alte animale, printre speciile care îi vânează în Parcul Național Serengeti înregistrate până în 2013 numărându-se specii de păsări răpitoare, șacalul cu spatele negru, lupul șacal⁠(en)[traduceți], leopardul, caracalul și ghepardul. În Africa Sudică, iepurii Capului sunt vânați de vulpi sud-africane⁠(en)[traduceți] și de falconiforme. Gheparzii din subspecia Acinonyx jubatus venaticus au fost identificați drept prădători ai iepurelui Capului în Iran.

## Interacțiuni cu oamenii

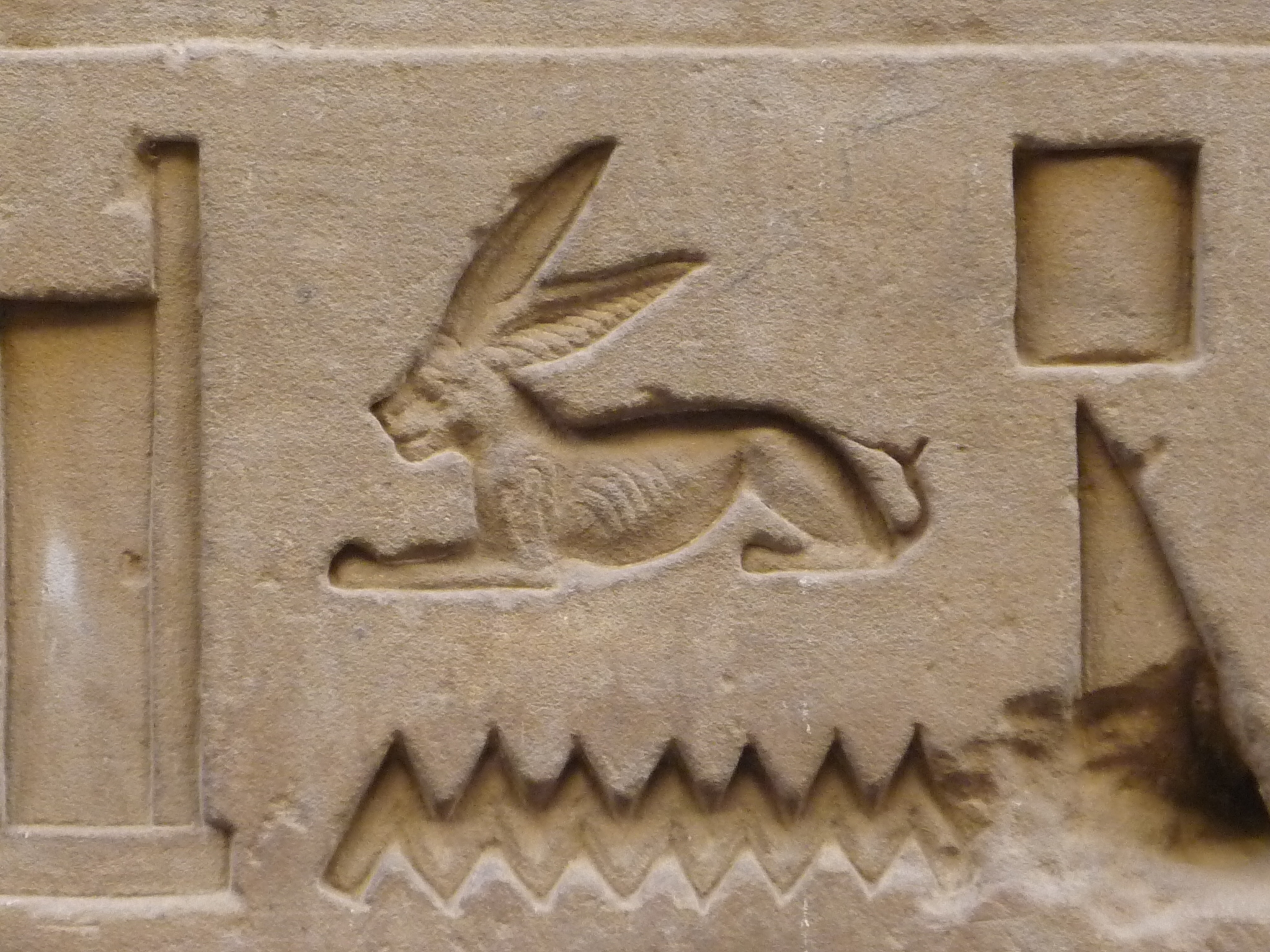
Hieroglif de iepure al Capului reprezentat la en

În limba egipteană, iepurele Capului este reprezentat ca hieroglif egiptean.
În Africa de Sud, iepurele Capului este utilizat în medicina tradițională, considerându-se că are proprietăți curative sau medicinale.

## Stare de conservare
Populația globală a iepurilor Capului este mare și deși numărul de indivizi este în scădere, populația nu scade într-un ritm suficient de rapid pentru a se putea justifica includerea speciei într-o categorie amenințată. Iepurele Capului este răspândit la nivel larg și au fost observate scăderi ale populației inclusiv în sudul arealului său din Africa, care au fost descrise începând cu anul 1904 ca mai mici de 10 %, fiind de așteptat ca până în 2104 să continue cu aceeași gravitate. În Africa de Sud este vânat pentru blană și carne, precum și ca activitate sportivă. Populația a întâmpinat o scădere în numărul de indivizi în Sardinia, cu toate că acolo iepurele Capului a fost descris ca fiind comun din punct de vedere local. Deși în Bahrain și Arabia Saudită este permisă vânarea sa, în Bahrain, Emiratele Arabe Unite, Iordania și Oman este protejat prin lege. De-a lungul arealului său, face față multor amenințări, printre care se numără pierderea și fragmentarea habitatului, vânătoarea, mașinile (care pot călca acești iepuri), competiția cu șeptelul, activitatea umană și urbanizarea, și este posibil ca bolile să devină în viitor amenințări, iar pesticidele și otrăvirea să devină amenințări până în 2029. Arealul acestor iepuri cuprinde arii protejate. Uniunea Internațională pentru Conservarea Naturii a clasificat această specie ca fiind neamenințată cu dispariția.